# Discografia de Nightwish
A discografia de Nightwish, uma banda finlandesa de metal sinfônico, consiste em oito álbuns de estúdio, quatro álbuns ao vivo/vídeo, dois extended plays, uma trilha sonora, vinte e três singles e dezesseis vídeos musicais.
A banda foi formada em 1996 na cidade de Kitee pelo tecladista e compositor Tuomas Holopainen. A formação original contava com o guitarrista Emppu Vuorinen e a vocalista Tarja Turunen; atualmente o grupo tem seis integrantes, sendo que Tarja, sua sucessora Anette, e o primeiro baixista, Sami Vänskä, não estão mais envolvidos.
O Nightwish lançou seu primeiro trabalho de forma independente em 1996, a demo Nightwish, que também serviu para mostrar o trabalho da banda a algumas gravadoras.[carece de fontes?] Um segundo trabalho demonstrativo foi disponibilizado mais tarde em 1997, e nesse mesmo ano eles assinaram com o selo finlandês Spinefarm Records para o lançamento do debut Angels Fall First em novembro daquele ano, que obteve críticas mistas da imprensa, diferente do álbum seguinte, Oceanborn, de 1998, o primeiro sucesso internacional do grupo, severamente aclamado pela crítica e popularizado durante uma turnê pela Europa em 1999.
O terceiro álbum, Wishmaster, permaneceu por três semanas no topo das paradas finlandesas, ganhando Disco de Ouro posteriormente. Tal disco foi considerado o lançamento do mês pela conceituada revista Rock Hard, a frente de clássicos como Iron Maiden e Bon Jovi. Em 2001 é lançado o primeiro EP, Over the Hills and Far Away, contendo uma canção cover homônima de Gary Moore. Mais tarde em 2002, o grupo lançou seu quarto álbum, Century Child, o primeiro a conter a voz de Marco Hietala e sons orquestrais. O próximo disco, Once, vendeu mais de um milhão de cópias ao redor do mundo e teve a participação da Orquestra Filarmônica de Londres em nove de suas onze canções, sendo também o último álbum com Tarja Turunen como vocalista, pois essa foi demitida do Nightwish em 21 de outubro de 2005, após o último concerto da Once Upon a Tour, que ficou conhecido como End of an Era, e lançado em CD e DVD em 1 de junho de 2006.
Após a contratação de Anette Olzon para assumir o posto deixado por Turunen, Dark Passion Play finalmente foi liberado e debutou em primeiro lugar em diversas paradas mundiais, fazendo também a estreia do Nightwish na cobiçada Billboard 200 nos Estados Unidos. Algum tempo depois em 2011, o sétimo álbum, Imaginaerum, foi lançado e muito bem recebido pela crítica especializada, tornando-se o último álbum com Olzon nos vocais, já que esta deixou a banda em 1 de outubro de 2012 e foi substituída por Floor Jansen, cantora desde então conhecida na cena metálica europeia. Jansen se apresentou com o Nightwish nas datas remanescentes da Imaginaerum World Tour e foi oficializada como terceira vocalista do grupo em 2013, juntamente com o músico Troy Donockley. A nova formação lançou então no início de 2015 o oitavo álbum, Endless Forms Most Beautiful, e embarcou numa extensa turnê mundial para promove-lo.
Estima-se que o Nightwish já tenha vendido mais de sete milhões de CDs e DVDs ao redor do mundo, o que o torna no grupo de maior êxito da Finlândia de acordo com a indústria fonográfica finlandesa. A revista Metal Hammer descreveu o Nightwish como a banda de metal mais bem sucedida da Europa continental, disputando o posto com o Rammstein, da Alemanha.

## Álbuns de estúdio
| Detalhes | Melhores posições nas paradas | Melhores posições nas paradas | Melhores posições nas paradas | Melhores posições nas paradas | Melhores posições nas paradas | Melhores posições nas paradas | Melhores posições nas paradas | Melhores posições nas paradas | Melhores posições nas paradas | Melhores posições nas paradas | Melhores posições nas paradas | Vendas                    | Certificações                                                                    |
| Detalhes | ALE                           | AUT                           | EUA                           | FIN                           | FRA                           | GRE                           | HOL                           | HUN                           | NOR                           | SUE                           | SUI                           | Vendas                    | Certificações                                                                    |
| --- | ----------------------------- | ----------------------------- | ----------------------------- | ----------------------------- | ----------------------------- | ----------------------------- | ----------------------------- | ----------------------------- | ----------------------------- | ----------------------------- | ----------------------------- | ------------------------- | -------------------------------------------------------------------------------- |
| Angels Fall First - Lançamento: 1 de novembro de 1997 - Gravadora: Spinefarm - Formato: CD                           | —                             | —                             | —                             | 31                            | —                             | —                             | —                             | —                             | —                             | —                             | —                             | - : 36.526+               | - FIN: Platina                                                                   |
| Oceanborn - Lançamento: 7 de dezembro de 1998 - Gravadora: Spinefarm - Formato: CD                                   | 74                            | —                             | —                             | 5                             | —                             | —                             | —                             | —                             | —                             | —                             | —                             | - : 68.971+               | - FIN: 2× Platina                                                                |
| Wishmaster - Lançamento: 19 de maio de 2000 - Gravadora: Spinefarm - Formato: CD                                     | 21                            | —                             | —                             | 1                             | 66                            | —                             | —                             | —                             | —                             | —                             | —                             | - : 79.447+               | - FIN: 2× Platina                                                                |
| Century Child - Lançamento: 24 de maio de 2002 - Gravadora: Spinefarm - Formato: CD                                  | 5                             | 15                            | —                             | 1                             | 32                            | —                             | 41                            | —                             | 19                            | 39                            | 50                            | - : 86.072+               | - FIN: 3× Platina                                                                |
| Once - Lançamento: 7 de junho de 2004 - Gravadora: Spinefarm, Nuclear Blast - Formato: CD                            | 1                             | 4                             | —                             | 1                             | 9                             | 1                             | 11                            | 5                             | 1                             | 3                             | 4                             | - : 3.089+ - : 86.072+    | - ALE: 3× Ouro - AUT: Ouro - FIN: 3× Platina - NOR: Ouro - SUE: Ouro - SUI: Ouro |
| Dark Passion Play - Lançamento: 26 de setembro de 2007 - Gravadora: Spinefarm, Nuclear Blast - Formato: CD           | 1                             | 5                             | 84                            | 1                             | 6                             | 5                             | 5                             | 1                             | 7                             | 4                             | 1                             | - : 130.000+ - : 126,084+ | - ALE: Platina - AUT: Ouro - FIN: 4× Platina - POL: Ouro - SUE: Ouro - SUI: Ouro |
| Imaginaerum - Lançamento: 30 de novembro de 2011 - Gravadora: Scene Nation, Nuclear Blast - Formato: CD              | 6                             | 9                             | 27                            | 1                             | 33                            | —                             | 24                            | 21                            | 17                            | 3                             | 3                             | - : 65.000 - : 67.932+    | - ALE: Ouro - ESV: Ouro - FIN: 3× Platina - GRE: Ouro - POL: Ouro - SUI: Ouro    |
| Endless Forms Most Beautiful - Lançamento: 27 de março de 2015 - Gravadora: Oily Empire, Nuclear Blast - Formato: CD | 2                             | 4                             | 34                            | 1                             | 12                            | 2                             | 3                             | 2                             | 3                             | 4                             | 2                             |                           | - ALE: Ouro - SUI: Ouro                                                          |
| Human. :II: Nature.                                                                                                  |                               |                               |                               |                               |                               |                               |                               |                               |                               |                               |                               |                           |                                                                                  |

## Álbuns ao vivo
| Detalhes | Melhores posições nas paradas | Melhores posições nas paradas | Melhores posições nas paradas | Melhores posições nas paradas | Melhores posições nas paradas | Melhores posições nas paradas | Melhores posições nas paradas | Melhores posições nas paradas | Melhores posições nas paradas | Vendas      | Certificações           |
| Detalhes | ALE                           | AUT                           | BEL (Fla)                     | BEL (Wal)                     | FIN                           | FRA                           | NOR                           | SUE                           | SUI                           | Vendas      | Certificações           |
| --- | ----------------------------- | ----------------------------- | ----------------------------- | ----------------------------- | ----------------------------- | ----------------------------- | ----------------------------- | ----------------------------- | ----------------------------- | ----------- | ----------------------- |
| From Wishes to Eternity - Lançamento: abril de 2001 - Gravadora: Spinefarm - Formato: CD                        | —                             | —                             | —                             | —                             | 7                             | —                             | —                             | —                             | —                             | - : 29.725+ | - FIN: Ouro             |
| End of an Era - Lançamento: 1 de junho de 2006 - Gravadora: Spinefarm, Nuclear Blast - Formato: CD              | 3                             | 41                            | 40                            | 59                            | 7                             | 24                            | 35                            | 35                            | 18                            | - : 27.457+ | - FIN: Ouro - FRA: Ouro |
| Showtime, Storytime - Lançamento: 29 de novembro de 2013 - Gravadora: Scene Nation, Nuclear Blast - Formato: CD | 6                             | —                             | 184                           | 158                           | 23                            | —                             | —                             | —                             | 52                            |             |                         |
| Vehicle of Spirit - Lançamento: 16 de dezembro de 2016 - Gravadora: Oily Empire, Nuclear Blast - Formato: CD    |                               |                               |                               |                               |                               |                               |                               |                               |                               |             |                         |
| Decades: Live In Buenos Aires - Lançamento: 06 de dezembro de 2019 - Gravadora: Nuclear Blast - Formato: CD     |                               |                               |                               |                               |                               |                               |                               |                               |                               |             |                         |

## Álbuns de vídeo
| Detalhes | Melhores posições nas paradas | Melhores posições nas paradas | Melhores posições nas paradas | Melhores posições nas paradas | Melhores posições nas paradas | Vendas      | Certificações              |
| Detalhes | ALE                           | AUT                           | FIN                           | HOL                           | SUI                           | Vendas      | Certificações              |
| --- | ----------------------------- | ----------------------------- | ----------------------------- | ----------------------------- | ----------------------------- | ----------- | -------------------------- |
| From Wishes to Eternity - Lançamento: abril de 2001 - Gravadora: Spinefarm - Formato: DVD, VHS                            | —                             | —                             | —                             | —                             | —                             | - : 12.712+ | - ALE: Ouro - FIN: Platina |
| End of Innocence - Lançamento: 23 de outubro de 2003 - Gravadora: Spinefarm - Formato: DVD                                | 62                            | —                             | 4                             | —                             | —                             | - : 11.041+ | - ALE: Ouro - FIN: Ouro    |
| End of an Era - Lançamento: 1 de junho de 2006 - Gravadora: Spinefarm, Nuclear Blast - Formato: DVD                       | —                             | 2                             | 1                             | 3                             | —                             | - : 19.955+ | - ALE: Ouro - FIN: Platina |
| Showtime, Storytime - Lançamento: 29 de novembro de 2013 - Gravadora: Scene Nation, Nuclear Blast - Formato: DVD, Blu-ray | —                             | 9                             | 1                             | 11                            | 3                             |             |                            |
| Vehicle of Spirit - Lançamento: 16 de dezembro de 2016 - Gravadora: Oily Empire, Nuclear Blast - Formato: DVD, Blu-ray    |                               |                               |                               |                               |                               |             |                            |
| Decades: Live In Buenos Aires - Lançamento: 06 de dezembro de 2019 - Gravadora: Nuclear Blast - Formato: DVD, Blu-ray     |                               |                               |                               |                               |                               |             |                            |

## Extended plays(EPs)
| Detalhes | Melhores posições nas paradas | Melhores posições nas paradas | Melhores posições nas paradas | Melhores posições nas paradas | Melhores posições nas paradas | Melhores posições nas paradas | Melhores posições nas paradas | Melhores posições nas paradas | Melhores posições nas paradas | Vendas    | Certificações     |
| Detalhes | ALE                           | AUT                           | BEL (Fla)                     | BEL (Wal)                     | FIN                           | FRA                           | HOL                           | SUE                           | SUI                           | Vendas    | Certificações     |
| --- | ----------------------------- | ----------------------------- | ----------------------------- | ----------------------------- | ----------------------------- | ----------------------------- | ----------------------------- | ----------------------------- | ----------------------------- | --------- | ----------------- |
| Over the Hills and Far Away - Lançamento: junho de 2001 - Gravadora: Spinefarm - Formato: CD                 | 85                            | 54                            | —                             | —                             | —                             | 139                           | —                             | —                             | 79                            | : 36.518+ | - FIN: 2× Platina |
| Wishmastour 2000 - Lançamento: 11 de dezembro de 2001 - Gravadora: XIII Bis - Formato: CD                    | 33                            | 25                            | 45                            | ___                           | ___                           | ___                           | 60                            | 101                           | 110                           |           |                   |
| Made in Hong Kong - Lançamento: 11 de março de 2009 - Gravadora: Spinefarm, Nuclear Blast - Formato: CD, MCD | 15                            | 26                            | 50                            | 41                            | 2                             | 72                            | 20                            | 54                            | 38                            |           |                   |

## Álbuns demo
| Título            | Detalhes                                                   |
| ----------------- | ---------------------------------------------------------- |
| Nightwish         | - Lançamento: 1996 - Gravadora: Independente - Formato: CD |
| Angels Fall First | - Lançamento: 1997 - Gravadora: Independente - Formato: CD |

## Trilhas sonoras
| Detalhes | Melhores posições nas paradas | Melhores posições nas paradas | Melhores posições nas paradas |
| Detalhes | BEL (Fla)                     | BEL (Wal)                     | FIN                           |
| --- | ----------------------------- | ----------------------------- | ----------------------------- |
| Imaginaerum: The Score - Lançamento: 9 de novembro de 2012 - Gravadora: Scene Nation, Nuclear Blast - Formato: CD | 101                           | 131                           | 12                            |

## Singles
| Ano  | Canção                                       | Melhores posições nas paradas | Melhores posições nas paradas | Melhores posições nas paradas | Melhores posições nas paradas | Melhores posições nas paradas | Melhores posições nas paradas | Melhores posições nas paradas | Melhores posições nas paradas | Melhores posições nas paradas | Certificações  | Álbum                        |
| Ano  | Canção                                       | ALE                           | AUT                           | ESP                           | FIN                           | FRA                           | HOL                           | HUN                           | SUE                           | SUI                           | Certificações  | Álbum                        |
| ---- | -------------------------------------------- | ----------------------------- | ----------------------------- | ----------------------------- | ----------------------------- | ----------------------------- | ----------------------------- | ----------------------------- | ----------------------------- | ----------------------------- | -------------- | ---------------------------- |
| 1997 | "The Carpenter"                              | —                             | —                             | —                             | 3                             | —                             | —                             | —                             | —                             | —                             |                | Angels Fall First            |
| 1998 | "Sacrament of Wilderness"                    | —                             | —                             | —                             | 1                             | —                             | —                             | —                             | —                             | —                             | - FIN: Ouro    | Oceanborn                    |
| 1998 | "Passion and the Opera"                      | —                             | —                             | —                             | —                             | —                             | —                             | —                             | —                             | —                             |                | Oceanborn                    |
| 1999 | "Walking in the Air"                         | —                             | —                             | —                             | 1                             | —                             | —                             | —                             | —                             | —                             | - FIN: Ouro    | Oceanborn                    |
| 1999 | "Sleeping Sun (Four Ballads of the Eclipse)" | 34                            | —                             | —                             | 2                             | —                             | —                             | —                             | —                             | —                             | - FIN: Ouro    | Oceanborn                    |
| 2000 | "Deep Silent Complete"                       | —                             | —                             | —                             | 3                             | —                             | —                             | —                             | —                             | —                             |                | Wishmaster                   |
| 2002 | "Ever Dream"                                 | —                             | —                             | —                             | 1                             | —                             | —                             | —                             | —                             | —                             | - FIN: Platina | Century Child                |
| 2002 | "Bless the Child"                            | 63                            | —                             | —                             | 1                             | —                             | 55                            | —                             | —                             | —                             | - FIN: Platina | Century Child                |
| 2004 | "Nemo"                                       | 6                             | 12                            | —                             | 1                             | 64                            | 64                            | 1                             | 12                            | 14                            | - FIN: Platina | Once                         |
| 2004 | "Wish I Had an Angel"                        | 36                            | 47                            | 20                            | 1                             | —                             | 65                            | 3                             | 11                            | 40                            | - FIN: Ouro    | Once                         |
| 2004 | "Kuolema Tekee Taiteilijan"                  | —                             | —                             | —                             | 1                             | —                             | —                             | 3                             | —                             | —                             |                | Once                         |
| 2005 | "The Siren"                                  | 51                            | —                             | —                             | 3                             | —                             | —                             | 1                             | —                             | —                             |                | Once                         |
| 2005 | "Sleeping Sun"                               | —                             | 47                            | —                             | 1                             | —                             | —                             | —                             | —                             | —                             |                | Highest Hopes                |
| 2007 | "Eva"                                        | —                             | —                             | —                             | 14                            | —                             | —                             | —                             | —                             | —                             |                | Dark Passion Play            |
| 2007 | "Amaranth"                                   | 16                            | 30                            | 1                             | 1                             | 62                            | 47                            | 1                             | 13                            | 14                            | - FIN: Platina | Dark Passion Play            |
| 2007 | "Erämaan Viimeinen" (com Jonsu)              | —                             | —                             | —                             | 1                             | —                             | —                             | —                             | —                             | —                             |                | Dark Passion Play            |
| 2008 | "Bye Bye Beautiful"                          | 35                            | —                             | 4                             | 5                             | 54                            | —                             | 4                             | —                             | —                             |                | Dark Passion Play            |
| 2008 | "The Islander"                               | 91                            | —                             | 5                             | 1                             | —                             | —                             | —                             | —                             | —                             |                | Dark Passion Play            |
| 2011 | "Storytime"                                  | 39                            | 57                            | 2                             | 1                             | 19                            | —                             | 2                             | —                             | 31                            |                | Imaginaerum                  |
| 2012 | "The Crow, the Owl and the Dove"             | 82                            | —                             | 5                             | 1                             | —                             | —                             | —                             | —                             | —                             |                | Imaginaerum                  |
| 2015 | "Élan"                                       | 33                            | 53                            | —                             | 3                             | 200                           | —                             | 5                             | —                             | 33                            |                | Endless Forms Most Beautiful |
| 2015 | "Endless Forms Most Beautiful"               | —                             | —                             | —                             | —                             | —                             | —                             | —                             | —                             | —                             |                | Endless Forms Most Beautiful |

## Coletâneas
| Título                                   | Detalhes                                                                                |
| ---------------------------------------- | --------------------------------------------------------------------------------------- |
| Wishmastour 2000                         | - Lançamento: 11 de dezembro de 2001 - Gravadora: XIII Bis - Formato: CD                |
| Tales from the Elvenpath                 | - Lançamento: 17 de outubro de 2004 - Gravadora: Drakkar - Formato: CD                  |
| Bestwishes                               | - Lançamento: 22 de março de 2005 - Gravadora: Toy's Factory - Formato: CD              |
| Highest Hopes                            | - Lançamento: 27 de setembro de 2005 - Gravadora: Spinefarm - Formato: CD, DVD          |
| The Sound of Nightwish Reborn            | - Lançamento: 2 de setembro de 2008 - Gravadora: Roadrunner - Formato: download digital |
| Lokikirja                                | - Lançamento: 19 de novembro de 2009 - Gravadora: Nuclear Blast - Formato: CD           |
| Walking in the Air: The Greatest Ballads | - Lançamento: 27 de maio de 2011 - Gravadora: Drakkar - Formato: CD                     |
| Decades                                  | - Lançamento: 09 de Março de 2018 - Gravadora: Nuclear Blast - Formato: CD              |

## Caixas de coleção
| Título                 | Detalhes                                                                             |
| ---------------------- | ------------------------------------------------------------------------------------ |
| The Golden Wishes      | - Lançamento: 15 de janeiro de 2001 - Gravadora: Spinefarm - Formato: LP             |
| Wishbox                | - Lançamento: 9 de outubro de 2001 - Gravadora: XIII Bis - Formato: CD               |
| Nightwish: 1997 - 2001 | - Lançamento: 29 de abril de 2002 - Gravadora: Spinefarm - Formato: CD               |
| Memory Box             | - Lançamento: 25 de novembro de 2003 - Gravadora: Spinefarm - Formato: CD            |
| Once Box               | - Lançamento: 7 de junho de 2004 - Gravadora: Spinefarm, Nuclear Blast - Formato: CD |
| Lokikirja              | - Lançamento: 19 de novembro de 2009 - Gravadora: Nuclear Blast - Formato: CD        |

## Vídeos musicais
| Ano  | Canção                                   | Diretor         |
| ---- | ---------------------------------------- | --------------- |
| 1998 | "The Carpenter"                          | Sami Käyhkö     |
| 1998 | "Sacrament of Wilderness"                | N/A             |
| 1998 | "Sleeping Sun (Four Ballads of Eclipse)" | Sami Käyhkö     |
| 2000 | "The Kinslayer"                          | Bill Wishmaster |
| 2001 | "Over the Hills and Far Away"            | Pasi Takula     |
| 2002 | "Bless the Child"                        | Pasi Takula     |
| 2002 | "End of All Hope"                        | Pasi Takula     |
| 2004 | "Nemo"                                   | Antti Jokinen   |
| 2004 | "Wish I Had an Angel"                    | Uwe Boll        |
| 2005 | "Sleeping Sun"                           | Joern Heitmann  |
| 2007 | "While Your Lips Are Still Red"          | Markku Pölönen  |
| 2007 | "Amaranth"                               | Antti Jokinen   |
| 2007 | "Bye Bye Beautiful"                      | Antti Jokinen   |
| 2008 | "The Islander"                           | Stobe Harju     |
| 2011 | "Storytime"                              | Stobe Harju     |
| 2015 | "Élan"                                   | Ville Lipiäinen |
| 2020 | "Noise"                                  | Stobe Harju     |